# Emilio Alarcos Llorach
Emilio Alarcos Llorach, né le 22 avril 1922 à Salamanque et mort le 26 juin 1998 à Oviedo, est un philologue espagnol, professeur émérite à l'université d'Oviedo, membre de l'Académie royale espagnole et de l'Académie de la langue asturienne.
Un prix en son honneur a été instauré par la Principauté des Asturies en 2002. Il récompense des œuvres poétiques d'auteurs de la région en langue espagnole.